# Melolobium glanduliferum
Melolobium glanduliferum är en ärtväxtart som beskrevs av Dummer. Melolobium glanduliferum ingår i släktet Melolobium och familjen ärtväxter. Inga underarter finns listade i Catalogue of Life.